# ペレ (小惑星)
ペレ (2202 Pele) は、アモール群の小惑星。
1972年9月、アメリカ合衆国の天文学者アーノルド・クレモラが、カリフォルニア州のリック天文台で発見した。

## 名称
ハワイ神話における火山の女神、ペレに因んで名付けられた。ペレは、海の女神である姉（ナマカ）と争って追われたあと、キラウエア火山の噴火口に住んでいると伝えられる。
ペレの母とされるハウメアは、準惑星 (136108) ハウメアに名づけられており、その衛星のヒイアカとナマカはペレの姉妹の名から採られている。